# Stadion Mładost
Stadion Mladost – wielofunkcyjny stadion w Strumicy, w Macedonii Północnej. Może pomieścić 9200 widzów. Swoje spotkania rozgrywają na nim drużyny Bełasica Strumica oraz FK Tiverija.